# Malirekus hastatus
Malirekus hastatus is een steenvlieg uit de familie Perlodidae. De wetenschappelijke naam van de soort is voor het eerst geldig gepubliceerd in 1920 door Banks.